# Henry More
Henry More FRS (n. 12 octombrie 1614, Grantham, Lincolnshire – d. 1 septembrie 1687) a fost un filosof englez membru al grupului  platonic de la Cambridge (Cambridge Platonists⁠(en)[traduceți]). L-a influențat pe Isaac Newton.

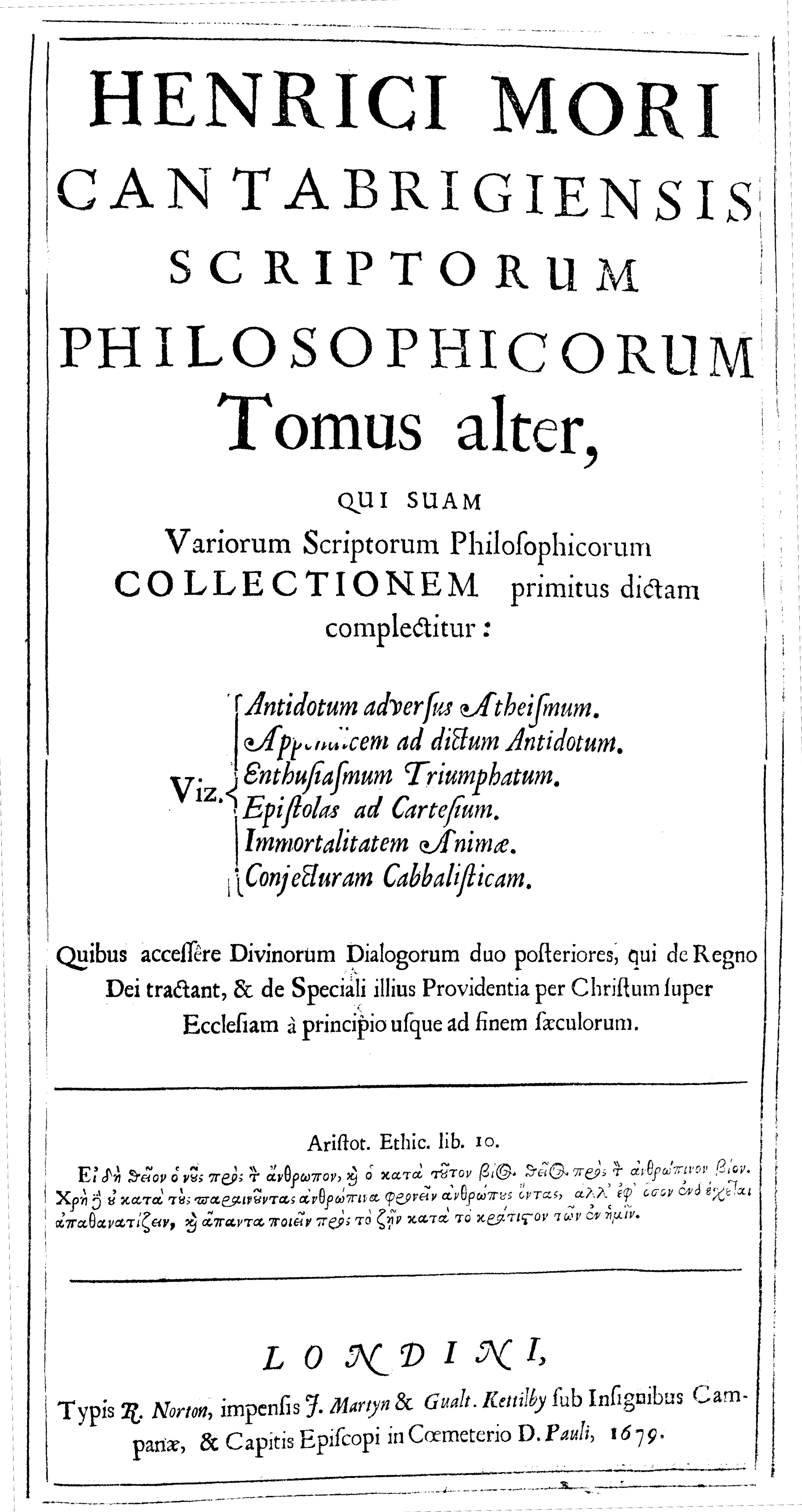
Henrici Mori Cantabrigiensis Opera Omnia, 1679